# Johannes Böttner
Johannes Böttner, né le 3 septembre 1861 à Greußen, en principauté de Schwarzbourg-Sondershausen,  et mort le 28 avril 1919 à Francfort-sur-l'Oder, est un horticulteur allemand et rosiériste, spécialiste de l'hybridation.
Johannes Böttner possédait une pépinière d'arbres fruitiers et de plantes de jardin; il était aussi fondateur et rédacteur en chef de la revue Der praktische Ratgeber im Obst-und Gartenbau et auteur de nombreux livres sur le jardinage.
Il a créé des cultivars de roses ('Natalie Böttner', 'Frankfurt' et 'Fragezeichen'), de légumes : asperges ('Böttners Riesen'), fraises ('Flandern', 'Deutsch-Evern' et 'Sieger') et rhubarbe ('Böttners Treibsalat').  

## Biographie
Il est le fils du paysagiste et jardinier Theodore Böttner et il apprend le métier auprès de son père et auprès entre autres de Nicolas Gaucher à Stuttgart. 
Il voyage en France et en Angleterre. Robert Zander écrit : « Après être rentré chez lui en Thuringe, il prend langue avec la Hofbuchdrucker Trowitzsch de Francfort-sur-l'Oder pour la publication d'une nouvelle revue et du guide Praktischer Ratgeber (guide pratique) qui rencontrent un grand écho auprès des propriétaires de jardins, petits et grands. »

## Œuvre
Il publie en 1886 la revue « Praktischer Ratgeber im Obst- und Gartenbau » (Guide pratique de l'horticulture et des fruits). 
Il ouvre à Francfort en 1886 une pépinière et des serres qui deviennent l'entreprise de jardinerie la plus importante de production de fruits et de plantes horticoles de la région. Elle acquiert une grande renommée pour la production d'asperges, de rhubarbes, de légumes, de fraises et de roses.  
Böttner crée aussi ses propres variétés, comme les asperges 'Böttners Riesen’ (Géante de Boettner) et les fraises de jardin potager 'Flandern’, 'Deutsch-Evern’ (1902) et 'Sieger’ (1897), 'Böttners Treibsalat’ les premières variétés de rhubarbes à chair rouge, et dans le domaine des roses les hybrides de thé 'Natalie Böttner’ et 'Frankfurt’ ainsi que 'Fragezeichen’.
Böttner est considéré comme le premier des grands obtenteurs et cultivateurs de fraises en Allemagne. Böttner est aussi pionnier dans plusieurs domaines. Il introduit la culture extensive de la tomate et de la rhubarbe. La tomate devient de plus en plus consommée à cette époque d'abord en Angleterre, à Hambourg, puis dans le Brandebourg. 
Böttner popularise la culture et la consommation de la tomate et l'on organise dans la lancée le festival de la tomate à partir de 1903, avec des recettes de plats différents.